# Nave generacional

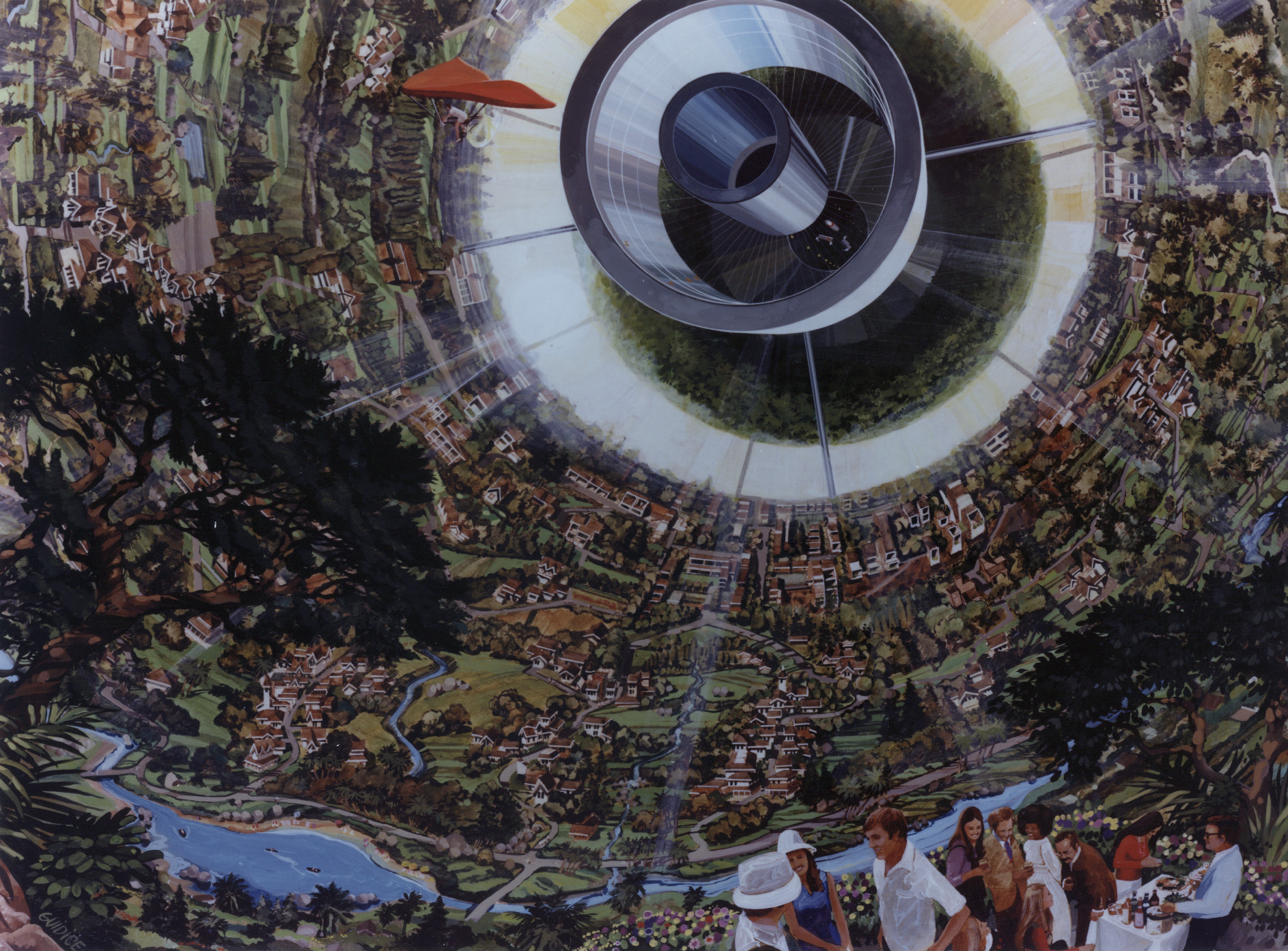
Esfera de Bernal

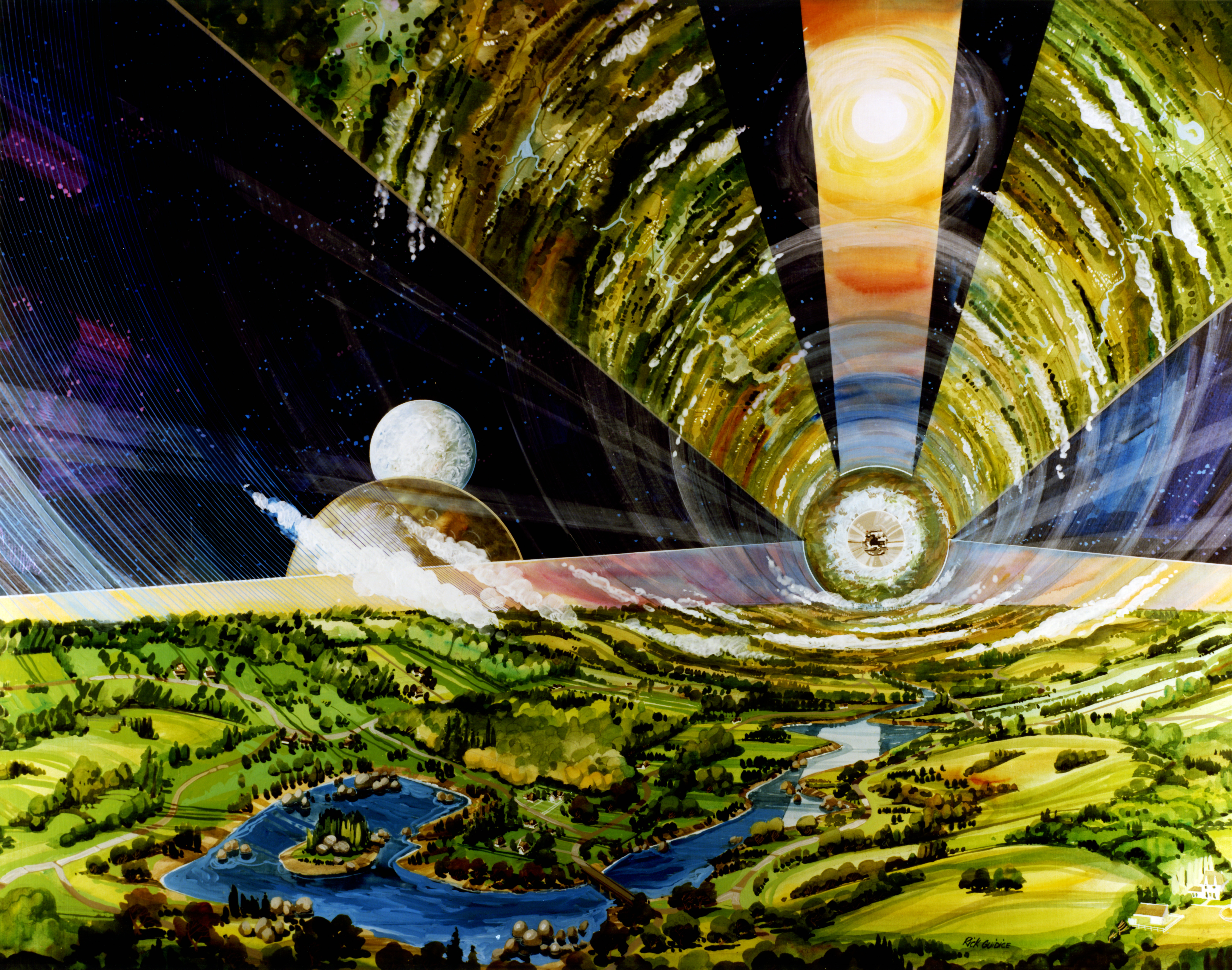
Cilindro de O'Neill

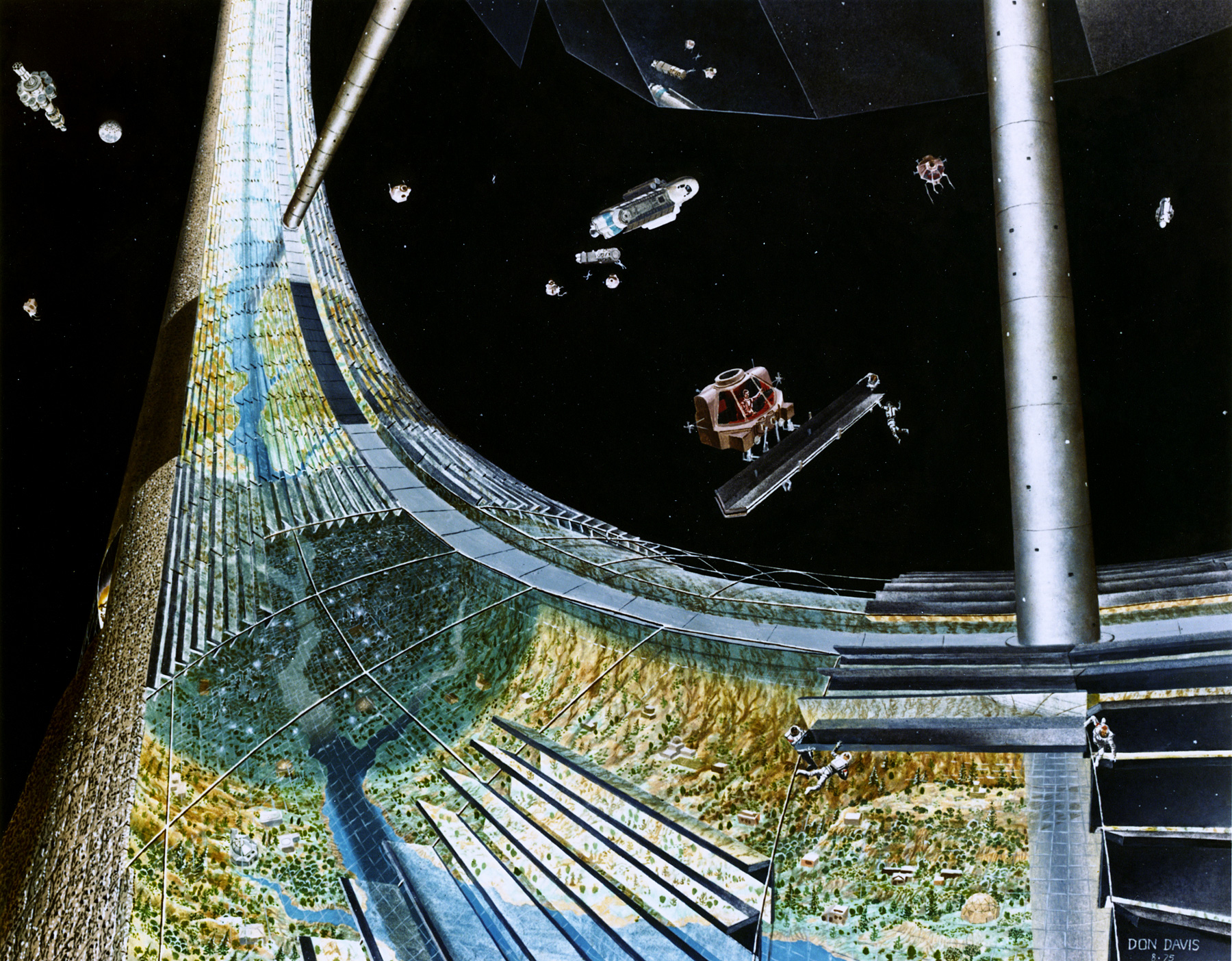
Toro de Stanford

Se denomina nave generacional o arca interestelar a una nave espacial hipotética que viaja a través de grandes distancias entre estrellas a una velocidad mucho menor que la velocidad de la luz (véase viajes interestelares). Las diferentes geometrías posibles para las naves, podrían corresponderse con formas como la Esfera de Bernal, el Toro de Stanford o el conocido como Cilindro de O'Neill, propuesta en su obra de 1977 Ciudades del Espacio (ilustraciones).
Ya que esta nave podría emplear desde unos cien años hasta cientos o decenas de miles de años en alcanzar una estrella cercana, los viajeros o habitantes iniciales podrían envejecer o morir durante el trayecto, dejando que sus descendientes continuaran el viaje, dependiendo de la esperanza de vida de sus habitantes y de los efectos relativistas de dilatación del tiempo.
La AAAS estimaba en 2002 que, a fin de asegurar diversidad genética durante un viaje de siglos de duración, una nave generacional requeriría al menos entre 150 y 180 habitantes. El uso de un banco de esperma puede reducir este número. Además, la nave tendría que ser casi completamente autónoma, con sistema ecológico cerrado y sistema de soporte vital proporcionando comida, aire y agua para todos. Esto conlleva tener sistemas extraordinariamente fiables que puedan ser mantenidos por los habitantes de la nave durante largos períodos de tiempo.
Se ha sugerido la posibilidad de crear grandes hábitats espaciales autosuficientes antes de enviar naves generacionales hacia otras estrellas. Cada hábitat espacial podría ser aislado eficazmente del resto de la humanidad durante un siglo o más, pero a la vez permanecer suficientemente próximo a la Tierra para poder recibir ayuda en caso de necesidad. Ello probaría si un grupo de población puede sobrevivir solo antes de ser enviado más allá del alcance de una posible ayuda.
Se ha comparado la vida en un planeta con la vida en naves generacionales; esta idea es generalmente conocida como Nave espacial Tierra.

## Proyecto Hipérion

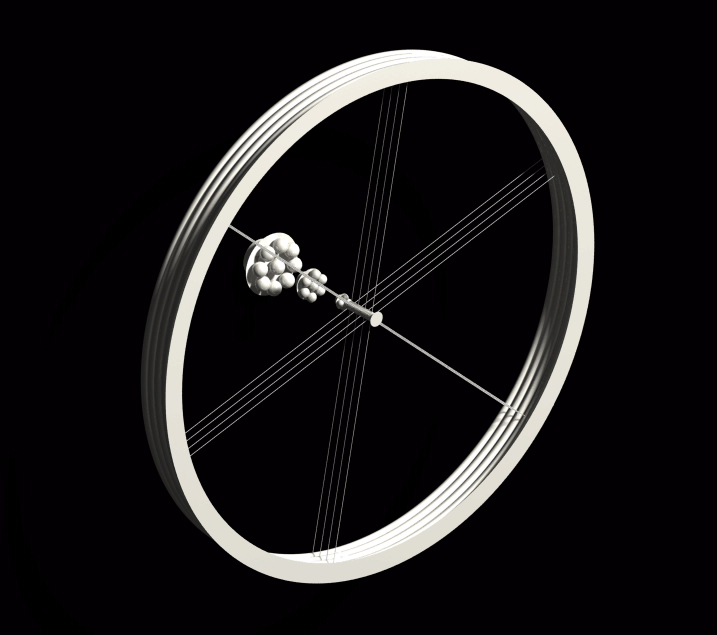
Nave generacional basada en el Stanford Torus, propuesta por el proyecto Hipérion

El Proyecto Hipérion, iniciado en diciembre de 2011 por Andreas M. Hein, es un proyecto de investigación centrado en el desarrollo de conceptos integrados para una nave generacional. El objetivo de este estudio es evaluar la viabilidad de los vuelos interestelares tripulados utilizando tecnologías actuales y futuras. Además, el estudio busca apoyar los planes de investigación y desarrollo tecnológico futuros, así como concienciar al público sobre los viajes interestelares tripulados.
Los resultados más destacados del proyecto incluyen una evaluación de las arquitecturas de los sistemas de las naves espaciales, así como la determinación de un tamaño de población adecuado.
El proyecto también ha sido presentado en la serie de televisión Rendezvous with the Future (BBC/Bilibili), en libros de divulgación científica y en el arte.
En 2024 se lanzó un concurso de diseño interdisciplinario.

## En ficción
El tema de las naves generacionales se encuentra a menudo dentro de la ciencia ficción. La idea surgió en la década de 1920 por medio de Konstantín Tsiolkovski y John Desmond Bernal, este último en su novela de 1929 The World, The Flesh, & The Devil. Un aspecto recurrente es que los habitantes de la nave generacional olvidan que están dentro de la misma, creyendo que la nave es el universo entero, como en Huérfanos del espacio, de Robert A. Heinlein.
La novela de Tomás Salvador La nave, la de Brian Aldiss La nave estelar y la serie de Arthur C. Clarke Rama abordan la idea de la nave generacional.